# Comarca de Araruna
A Comarca de Araruna é uma comarca de segunda entrância com sede no município de Araruna, no estado da Paraíba, Brasil.
São termos da Comarca de Araruna os municípios de Riachão e Tacima.
No ano de 2016, o número de eleitores inscritos na referida comarca foi de 42 556.